# Česká lékařská akademie
Česká lekařská akademie (zkratka ČLA) je organizace, která sdružuje významné české lékaře. Byla založena roku 2004 jako sdružení těch, kteří se nějakým způsobem zasloužili o rozvoj medicíny v Česku. Prvním předsedou ČLA byl psychiatr Cyril Höschl (2004–2011), druhým (2011-2021) fyziolog Richard Rokyta. V současné době je předsedou internista Michal Anděl.
Česká lékařská akademie z.s. (ČLA) je sdružení odborníků, kteří se zasloužili o rozvoj medicíny v České republice, založili jako pedagogové školu, která vychovala řadu úspěšných následovníků a přispěli k pokroku významnými vědeckými objevy nebo diagnostickými a léčebnými postupy. V roce 2024 má 75 českých a 8 zahraničních členů, převážně profesorů ze všech lékařských oborů, kteří se zabývají koncepčními otázkami v oblasti vědy, výzkumu a medicíny. Vznikla po vzoru zahraničních lékařských akademií např. britské The Academy of Medical Science.
Česká lékařská akademie reprezentuje českou lékařskou veřejnost nejen doma, kde je partnerem státních institucí při připomínkování zákonů a koncepčních otázek, vydává nezávislá stanoviska k závažným medicínským problémům a organizuje vzdělávací akce, ale i v zahraničí, neboť ČLA je členem Evropské federace lékařských akademií (FEAM). FEAM zastřešuje národní lékařské akademie 15 evropských států a je poradcem Evropské unie (EU) v otázkách lékařské péče a zdravotního stavu populace.
ČLA je nezávislým, neziskovým sdružením, které je financováno z příspěvků svých členů a darů. Nejvyšším orgánem České lékařské akademie je Valné shromáždění, výkonným orgánem pak devítičlenná Rada ČLA, v jejímž čele stojí předseda. Statutárním orgánem ČLA je její ředitel.